# Paolo Nutini
Paolo Giovanni Nutini (Paisley, Skócia, 1987. január 9. –) énekes, dalszerző a 2006-os These Streets című debütáló albumával vált ismertté a brit könnyűzenei életben. A kivételes hangi adottságokkal rendelkező Nutini édesapja olasz származású, édesanyja glasgow-i. Édesapja családja a toszkánai Bargából származik, négy generáció óta élnek Skóciában. Zenei ízlésének kialakulását döntően befolyásolta az '50-es- '60-as évek fekete soul és R&B zenéje. Kedvenc előadói és zenei példaképei közé tartozik elsősorban a The Drifters és Ben E. King, Ray Charles, John Martyn és Van Morrison. Nagy hatással volt rá továbbá Marvin Gaye és Johnny Cash zenéje. Szívesen hallgatja még Sam Cooke, Carole King, Solomon Burke, Otis Redding, Bill Withers, Jeff Buckley, Sixto Rodriguez és Nat King Cole számait.

## Zenei pályafutásának kezdete
Nutini, aki zeneiskolai képzésben nem részesült, csupán a középiskolai énekkar tagja volt, eredetileg szülei gyorséttermét (a több mint száz éve a család tulajdonában lévő Castelvecchi fish and chip shopot) vitte volna tovább. Erről az útról azonban korán letérítette a zene és az éneklés iránti szeretete, melyet nagyrészt opera- és népdalkedvelő nagyapjától örökölt. Zenei tehetségét középiskolai énektanára, Graham Ness is felismerte, és támogatta törekvéseiben; első dalát, melynek címe Why, az ő segítségével komponálta.
Az első jelentősebb nyilvános szereplési lehetőség 2003. január 14-én érkezett el számára, a szülővárosában helyi hírességnek számító David Sneddon koncertje előtt. Sneddon késett a városháza dísztermében rendezett koncertről, és a konferanszié által a közönség szórakoztatására rögtönzött zenei kvíz nyerteseként Nutini felmehetett a színpadra, hogy elénekeljen néhány számot. A hallgatóság kedvezően fogadta a produkciót, nem kevésbé a közönség soraiban ülő Brendan Moon, aki azonnal felajánlotta neki, hogy a menedzsere lesz.
Középiskolai tanulmányait nem fejezte be, mivel lehetőséget kapott, hogy a skót Speedway nevű zenekart elkísérje turnéjára. A turnén roadie-ként dolgozott, a zenekar pólóit árulta, valamint fellépett az együttes előtt. Később kisegítőként állást kapott a glasgow-i Park Lane zenestúdióban, emellett a fellépéseket is folytatta.
Karrierjének fontos állomásaként élő fellépésre kapott meghívást a BBC Radio Scotland egyik műsorába. Hogy karrierjét előmozdítsa és érvényesülni tudjon, 17 évesen Londonba költözött, ahol rendszeresen fellépett egyebek mellett a népszerű The Bedford Archiválva 2016. május 6-i dátummal a Wayback Machine-ben elnevezésű szórakozóhelyen. Ekkortájt tanult meg gitározni is. A brit fővárosban fellépések sora következett, köztük jelentősebb szereplések a Radio London műsoraiban, valamint a The Hard Rock Caféban. Olyan új sztárok előtt lépett fel, mint Amy Winehouse vagy KT Tunstall.

## Lemezkiadás
Paolo Nutini 2005. májusban, mindössze 18 évesen írt alá öt album megjelentetésére szóló szerződést az Atlantic Records kiadóval. Elsőként, 2006. májusban a These Streets című szám került forgalomba ingyenesen letölthető dalként, ezt követte a 2006. július 4-én kiadott első kislemezdal, a Last Request, amely a brit sikerlistákon az 5. helyig jutott előre. Az ezt követő kislemezek a Jenny Don't Be Hasty (2006. szeptember 25.), a Rewind (2006. december 4.), valamint a New Shoes (2007. március 12.).
Debütáló albuma, a These Streets 2006. július 17-én jelent meg, producere Ken Nelson (Coldplay, Gomez). A lemez a liverpooli Parr Street Stúdióban 2006. január-februárban, hat hét alatt készült el. Az album legmagasabb helyezése a 3. a hivatalos brit albumlistán, kevesebb, mint két héttel a megjelenése után aranylemez lett, további négy héttel később pedig megkapta a platinafokozatot.
Az albumon hallható dalok többségét (Last Request, Rewind, Million Faces, White Lies, Loving You, Alloway Grove) Nutini középiskolai szerelmével való kapcsolata és a lánnyal való szakítás inspirálta. 2006 elején, két évvel a szakítás után kapcsolatuk újrakezdődött. Jenny Don't Be Hasty című számát egy nála néhány évvel idősebb lánnyal való rövid viszonya ihlette. Az Autumn című számmal nagyapjának állít emléket, míg a címadó These Streets-ben a Londonba költözés és a nagyvárosi élet megpróbáltatásairól énekel. Fülbemászó, metaforikus New Shoes című dalának témája pedig nem más, mint az élet apró örömeinek igenlése.

### Dalai a médiában
Paolo Last Request című dala a Scrubs című sorozat 6. szezonjának My Words of Wisdom című epizódjában szerepelt.
A Million Faces-t a Grace klinika 3. szezonjának Testing 1-2-3 című részében használták fel. A dal a sorozat harmadik válogatásalbumára is felkerült.
A Rewindot a CSI: Miami helyszínelők Broken Home című részében lehetett hallani. Egy másik CSI sorozat a CSI: New York-i helyszínelők is felhasználta a Jenny Don’t Be Hasty című számát a harmadik szezon Snow Day című záró epizódjában.
A New Shoes-t pedig a The Jane Austen Book Club című filmben csendül fel, csakúgy, mint a Puma divatcég 2008 nyarán készített TV reklámjában.

## Turnék

### Helyszínek
Nutini 2006-ban számtalan telt házas koncertet adott Nagy-Britannia-szerte, valamint megkezdte első világturnéját. Koncertezett Írországban, Németországban, Svájcban, Hollandiában, Belgiumban, Ausztriában, Olaszországban, Franciaországban, Spanyolországban, Svédországban, Norvégiában, Dániában, az USA-ban, Kanadában, Ausztráliában, valamint Japánban.
2007-es tavaszi amerikai turnéjáról Paolo Nutini Takes On America címmel dokumentumfilm készült, melyet a BBC Two Scotland 2007. június 7-én mutatott be.

### Zenekara
- Jim Duguid (dob, billentyűs hangszerek, háttérvokál) – született 1977-ben. Nutini 15 évesen ismerte meg, korábban a glasgow-i Speedway zenekar tagja. A These Streets album több dalának társszerzője. 2008 tavaszán kilépett az együttesből.
- Seamus Simon (dob) – 2008 tavaszán csatlakozott az együtteshez.
- Donny Little (gitár, háttérvokál) – 2006 elején került a zenekarhoz, korábban a glasgow-i Endrick Brothers gitárosa, majd a Kubb nevű együttes gitártechnikusa.
- Michael McDaid (basszusgitár, háttérvokál) – született 1978. november 17-én Glasgow-ban. Mielőtt 2006 júniusában csatlakozott a zenekarhoz, a Palamino nevű zenekarban játszott. Basszusgitáron közreműködött Roddy Hart 2006-os Bookmarks című albumán.
- Dave Nelson (gitár) – 2008 januárjában, Nutini második albumának írországi stúdiómunkálatai alatt csatlakozott a zenekarhoz. Évekkel ezelőtt már játszott együtt Nutinivel, de akkor Nelson egyéb kötelezettségei miatt megszakadt a munkakapcsolatuk.

## Jelentősebb élő fellépések
Nutini ismertségét a rendszeres koncertezésen kívül nagyban növelték a különböző népszerű tv-műsorokban való szereplései, élő webcastjai, internetes sessionjei, illetve a nagy hagyománnyal rendelkező zenei fesztiválokon való fellépései.
2006. május 8-án az Atlantic Records alapítója, Ahmet Ertegün személyes meghívására fellépett a New York-i Carnegie Hallban Ertegün tiszteletére rendezett, 88 Keys for Skitch – A Celebration of The Piano, The 23rd Birthday Gala Benefiting The New York Pops elnevezésű koncerten. 2006. június 30-án a Montreux-i Jazz Fesztiválon szintén Ertegün és az Atlantic Records kiadó tiszteletére szervezett koncert legfiatalabb előadójaként többek között olyan sztárok társaságában lépett fel, mint Solomon Burke, Ben E. King, Robert Plant, George Duke, Jeff Beck, Steve Winwood, Stevie Nicks, Nile Rodgers, Chaka Khan és Kid Rock.
2006. június 14-én Bécsben, illetve 2006. augusztus 27-én Sheffieldben előzenekarként fellépett a Rolling Stones előtt, 2007. június 10-én pedig az Isle of Wight Zenei Fesztiválon fel is lépett a zenekarral, Robert Johnson 1937-ben írt Love In Vain című blues-szerzeményét énekelte közösen Mick Jaggerrel.
2007. június 23-án a Glastonbury Fesztiválon már a legendás Pyramid színpadon léphetett fel.
2007. július 7-én fellépett a nagyszabású Live Earth koncert londoni helyszínén. Itt Louis Armstrong Wonderful World-jét adta elő.
2007. december 10-én fellépett a londoni O2 Arenában megrendezett Ahmet Ertegün-emlékkoncerten. A koncerten fellépett továbbá a rendezvény kedvéért újra összeállt Led Zeppelin, Pete Townshend, Bill Wyman and the Rhythm Kings, valamint a Foreigner. A bevételt az Ahmet Ertegün Education Fund nevű alapítvány kapta.

### Élő webcastok
- Rehearsal Studios, London (2006. június 23.)
- Fulham Park, London (2006. június 27.)
- Dingwalls, London (2006. július 20.)
- ABC Glasgow (2006. szeptember 28.)

### Sessionök
- Live from Bush Studios (2006)
- AOL Session (2006. szeptember)
- MSN Music In Concert: Paolo Nutini, USA, Denver (2007. március 2.)

### TV-fellépések
- Later with Jools Holland (UK) – Last Request (2006. június 16.)
- Top of the Pops (UK) – Last Request (2006. július 2.)
- The Late Late Show with Craig Ferguson (USA) – Last Request (2006. szeptember 11.)
- Taratata, TV2 France – Last Request, Daydream (Jehro közreműködésével) (2006. október 13.)
- Parkinson Show (UK) – Rewind (2006. november 18.)
- Today Show (USA) – New Shoes (2007. január 30.)
- Late Night with Conan O'Brien (USA) – New Shoes (2007. január 30.)
- Tonight Show with Jay Leno (USA) – New Shoes (2007. március 22.)
- Jimmy Kimmel Live! (USA) – New Shoes, Jenny Don't Be Hasty (2007. március 23.)
- Today Show (AU) – New Shoes, Jenny Don't Be Hasty (2007. április 2.)
- Today Concert Series (USA) – Last Request (2007. július 3.)

### Zenei fesztiválok

#### 2006
- South by Southwest (SXSW), USA, Texas, Austin (2006. március 16.)
- Radio 1's Big Weekend, UK, Dundee (2006. május 13.)
- O2 Wireless Festival, UK, London (2006. június 24.)
- Montreux Jazz Festival, Svájc (2006. június 30.)
- T in the Park, UK, Balado (2006. július 9.)
- Latitude Festival, UK, Southwold (2006. július 16.)
- Across the Tracks Festival, UK, Leeds (2006. július 29.)
- Haldern Pop Festival, Németország, Rees-Haldern (2006. augusztus 5.)
- Frequency Festival, Ausztria, Salzburg (2006. augusztus 17.)
- V Festival, UK, Chelmsford (2006. augusztus 19.)
- The Regent Street Festival, UK, London (2006. szeptember 3.)
- The Austin City Limits Music Festival, USA, Texas (2006. szeptember 15.)
- SWR3 New Pop Festival, Németország, Baden-Baden (2006. szeptember 21.)
- Reeperbahn Festival, Németország, Hamburg (2006. szeptember 23.)

#### 2007
- South by Southwest (SXSW), USA, Texas, Austin (2007. március 16-17.)
- East Coast Blues & Roots Music Festival, Ausztrália, Byron Bay (2007. április 4.)
- Pinkpop Festival, Hollandia, Landgraaf (2007. május 27.)
- Rock im Park, Németország, Nürnberg (2007. június 1.)
- Rock am Ring, Németország, Nürnberg (2007. június 3.)
- Isle of Wight Festival, UK (2007. június 10.)
- Bonnaroo Festival, USA, Manchester (2007. június 15.)
- Glastonbury Festival, UK (2007. június 23.)
- Solidays Festival, Franciaország, Párizs (2007. július 6.)
- Live Earth, UK, London (2007. július 7.)
- T in the Park, UK, Balado (2007. július 8.)
- iTunes Festival, UK, London (2007. július 14.)
- Montreux Jazz Festival, Svájc (2007. július 19.)
- Festival de la Cite, Franciaország, Carcassonne (2007. július 22.)
- Virgin Festival, USA, Baltimore (2007. augusztus 4.)
- Lollapalooza, USA, Chicago (2007. augusztus 5.)
- Rip Curl Boardmasters, UK, Newquay (2007. augusztus 11.)
- V Festival, UK, Chelmsford (2007. augusztus 18.)
- V Festival, UK, Stafford (2007. augusztus 19.)
- Virgin Festival, Kanada, Toronto (2007. szeptember 8.)
- The Austin City Limits Music Festival, USA, Texas (2007. szeptember 15.)

## Folytatás: A második album
Nutini és zenekara 2008. január-februárban a Dublinhoz közeli Grouse Lodge Recording Studios lemezstúdióban dolgozik a második album felvételén, amely 2009 májusában jelent meg Sunny Side Up' címmel, dalai pedig először különböző nyári zenei fesztiválokon kerültek élőben bemutatásra. Az album az Egyesült Királyságban és Írországban is a slágerlista éléig jutott.

## Zenei díjak, jelölések
- Tartan Clef Awards, Glasgow (2006. november 18.) – megkapta a legjobb új előadónak járó díjat (Best Newcomer)
- Glenfiddich Spirit of Scotland Awards (2006. november) – a zene kategória nyertese
- 2007-es Brit Awards – jelölést kapott a legjobb brit férfi előadó (British Male Solo Artist) kategóriában
- IFPI Platinum Europe Award, London (2007. 1. negyedév) – díj a These Streets-ért mint az európai viszonylatban az egymilliós eladási példányszámot elért albumért
- 32nd O2 Silver Clef Awards, London (2007. június 29.) – megkapta a legjobb új előadónak járó díjat (Best New Music Award)

## Egyéb elismerések
- 2006 augusztusában a skóciai Glasgow turisztikai követeként – a Glasgow: Scotland With Style elnevezésű kulturális kampány keretében – ősei szülőföldjén, az olaszországi Bargában jár a Skót Hét alkalmából, ahol 14-én a kisváros operaházában, a Teatro dei Differentiben koncertet ad együttesével azt követően, hogy Barga polgármestere megajándékozza őt a város zászlajával.
- 2007. május 18-án a Daily Record Our Heroes 2007 elnevezésű díjátadón a Szórakoztatás kategóriában (Our Entertaining Hero) díjat kap. A díjjal azokat jutalmazzák, akikre Skócia büszkén tekinthet, illetve akik Skócia javára valamilyen területen kiemelkedően teljesítenek.
- 2007. július 5-én 300 meghívott vendég egyikeként részt vesz Edinburghban a Holyroodhouse-palotában II. Erzsébet brit királynő és férje, Fülöp herceg által adott fogadáson, amelyet a skót közélet azon résztvevői tiszteetlére rendeztek, akik jelentősen hozzájárultak a skót közélet fejlődéséhez.
- 2007. július 24-én az olaszországi Bargában többekkel együtt a város védőszentjéről elnevezett Szent Kristóf-aranyérmet (Premio San Cristoforo d'Oro) vehet át a város polgármesterétől. A kitüntetést minden évben azok kapják, akik jelentősen hozzájárulnak a város népszerűsítéséhez és hírnevének növeléséhez.